# Pasaje Forster
El pasaje Forster es un pasaje marítimo del océano Atlántico Sur que separa a las islas Tule del Sur de la isla Blanco en las islas Sandwich del Sur. La Dirección de Sistemas de Información Geográfica de la provincia de Tierra del Fuego cita el pasaje aproximadamente en las coordenadas 59°16′00″S 26°58′00″O / -59.26667, -26.96667.

## Historia
En 1775, la expedición británica de James Cook dio el nombre de "Bahía de Forster" (Forster's Bay), en homenaje a John R. Forster, un naturalista de la expedición, y creyendo que era una bahía. La expedición rusa Fabian Gottlieb von Bellingshausen en 1820 descubrió que se trataba de un pasaje marítimo.
El archipiélago no se encuentra ocupado, y es reclamado por del Reino Unido que la hace parte del territorio británico de ultramar de las Islas Georgias del Sur y Sandwich del Sur, y es reclamada por la República Argentina, que la hace parte del departamento Islas del Atlántico Sur dentro de la provincia de Tierra del Fuego, Antártida e Islas del Atlántico Sur.